# Lagarinthus
Lagarinthus là chi thực vật có hoa trong họ Apocynaceae.